# Clarias olivaceus
Clarias olivaceus är en fiskart som beskrevs av Fowler, 1904. Clarias olivaceus ingår i släktet Clarias och familjen Clariidae. Inga underarter finns listade i Catalogue of Life.